# ベロゴリエ・ベルゴロド
ベロゴリエ・ベルゴロド（ロシア語: Белогорье Белгород）は、ロシア・ベルゴロドを本拠地とする男子バレーボールクラブ。

## 歴史
1976年創設。ベロゴリエ（Белогорье, Belogorie）、ロコモティフ（Локомотив, Lokomotiv）、ベロゴリエ・ディナモ（Белогорье-Динамо, Belogorie-Dynamo）と改称を経て、2001年から2011年までロコモティフ・ベロゴリエ（Локомотив-Белогорье, Lokomotiv-Belogorie）の名称でロシア・スーパーリーグに参加。その後、2011年に元のベロゴリエに名称を戻した。

## 主な成績
ロシアリーグ（8）
- 優勝：1997、1998、2000、2002、2003、2004、2005、2013

 ロシアカップ（8）
- 優勝：1995、1996、1997、1998、2003、2005、2012、2013

 ロシアスーパーカップ（2）
- 優勝：2013、2014

 欧州チャンピオンズリーグ（3）
- 優勝：2003、2004、2014

 CEVカップ（1）
- 優勝：2009

 世界クラブ選手権（1）
- 優勝：2014

## 歴代監督
- ゲンナジー・シプリン

## 歴代所属選手
| - ワジム・ハムツキフ - セルゲイ・テチューヒン - ロマン・ヤコブレフ - エフゲーニ・ミトコフ - アレクセイ・ベルボフ - アレクセイ・クレショフ - アレクサンドル・コサレフ - アレクサンドル・コルネーエフ - スタニスラフ・ディネイキン - タラス・フテイ - ドミトリー・イリニフ - ドミトリー・ムセルスキー | - ジャコモ・シンティーニ - ドラガン・トラヴィツァ - ギョルギ・グロゼル - ドラジェン・ルブリッチ |  |